# Tableren
Tableren of tempereren is een kooktechniek waarbij gesmolten chocolade wordt teruggekoeld, zodat op een bepaalde manier kristallen ontstaan, die de chocolade een zekere structuur geven. Deze structuur wordt verkregen, door de chocolade boven de 30°C te verwarmen, waardoor drie van de vier kristalsoorten smelten. Door de chocolade terug te koelen waarbij de temperatuur boven de 27° blijft, krijgt de chocolade maar één kristalsoort. Voor het tableren wordt een steekmes of plamuurmes gebruikt.
Er zijn meerdere methoden om de chocolade te koelen. Ervaren chocolatiers doen dit door de gesmolten chocolade op een granieten plaat met twee spatels te koelen, en daarna met achtergebleven chocolade weer op te warmen. Thuis is het makkelijker om wat blokjes chocolade later in het mengsel te smelten, om zo de temperatuur naar beneden te brengen.